# Metagrion aurantiacum
Metagrion aurantiacum – gatunek ważki z rodziny Argiolestidae.
Owad ten jest endemitem wysp Nowej Brytanii i Nowej Irlandii należących do Papui-Nowej Gwinei.